# Amerikanska Jungfruöarna i olympiska vinterspelen 2014
Amerikanska Jungfruöarna deltog i de olympiska vinterspelen 2014 i Sotji, Ryssland, med en trupp på en atlet i en sport, med deltagande i två grenar.

## Alpin skidåkning
| Namn             | Gren                                   | Åk 1 | Åk 1 | Åk 2 | Åk 2 | Totalt | Totalt |
| Namn             | Gren                                   | Tid  | Pl.  | Tid  | Pl.  | Tid    | Pl.    |
| ---------------- | -------------------------------------- | ---- | ---- | ---- | ---- | ------ | ------ |
| Jasmine Campbell | Damernas storslalom i alpin skidåkning |      |      |      |      |        |        |
| Jasmine Campbell | Damernas slalom i alpin skidåkning     |      |      |      |      |        |        |